# Alasha (dialeto)
Alasha ([ɑɮʃɑ], em algumas variedades da língua Mongol [ɑɮɑ̆ɡʃɑ]; Ecrita Mongol: ᠠᠯᠠᠱᠠ Alaša, chinês simplificado: 阿拉善, pinyin: Ālāshàn), ou Alaša-Eǰen-e, é uma variante dialetal das línguas mongólicas como características das línguas Oirata e Mongol que historicamente costumava ser tida como parte da língua Oirato, mas ficou sob a influência da língua Mongol propriamente dita. Tem mais de 40 mil falantes na em Alxa, Mongólia Interior, China consiste em dois sub-dialetos, Alasha adequado e Eǰene.

## Fonologia
/pɑɢ/ 'pequeno' vs. /pɑɡ/ 'grupo', portanto /ɢ/. /øt͡səɡtər/, portanto, a despalatalização da de consoante africada ocorreu para /t͡ʃʰ/ e /t͡ʃ/ em qualquer posição, exceto antes de *i.  /ɪr/ 'abrir' vs. /ir/ 'vir', portanto /ɪ/. Ta sílaba máxima é CVCC, e. /tʰers.let/ forma verbal de 'contrariar'.
As tabelas apresentam os fonemas do alasha: as vogais  e as consoantes .

### Vogais
|         | Anterior | Central | Posterior |
| ------- | -------- | ------- | --------- |
| Fechada | i y      |         | ʊ         |
| Medial  | e ø      |         | u         |
| Aberta  |          | a       | ɔ         |

Todas as vogais de Alasha podem ser longas.

### Consoantes
|           |           | Bilabial | Dental | Lateral | Palatal | Velar | Uvular |
| --------- | --------- | -------- | ------ | ------- | ------- | ----- | ------ |
| Oclusiva  | surda     | b        | d      |         |         |       |        |
| Oclusiva  | aspirada  | p        | t      |         |         | k     |        |
| Fricativa | Fricativa |          | s      |         | ʃ       | x     | ɢ      |
| Africada  |           | dz       |        | dʒ      |         |       |        |
| Africada  | aspirada  |          | ts     |         | tʃ      |       |        |
| Nasal     | Nasal     | m        | n      |         |         | ŋ     |        |
| Líquides  | Líquides  |          | r      | l       |         |       |        |
| Semivogal | Semivogal | w        |        |         | j       |       |        |

- Alofones:

A oclusiva sonora ɢ aparece antes das vogais posteriores. Antes das vogais anteriores, é [g]. É fricativizado Predefinição:MSAPI, entre duas vogais posteriores e depois de uma consoante.
ger, casa
ɢʊraw, três
baga, pequeno, pronunciado bɑɣɑ
ɢarɢadʒ, pronunciado ɢɑrɣɑdʒ
A oclusiva sonora b é w, entre duas vogais e f antes de uma oclusiva surda:
øbøl, inverno, é øwøl
abtax, é ɑftʰɑx

## Escrita
O dialeto usa a escrita mongol tradicional de 37 letras.